# Pod powierzchnią (film 2015)
Pod powierzchnią (ang. Drown) – australijski film fabularny z 2015 roku, napisany przez Deana Francisa i Stephena Davisa oraz wyreżyserowany przez Francisa. Zdjęcia kręcono w Sydney.
Opowiada o dwóch ratownikach, którzy biorą udział w zawodach pływackich. Gdy wygrywa jeden z nich − mniej doświadczony w pracy na plaży, drugi jest wściekły. Zwycięzca okazuje się gejem, a jego rywal − ukrywającym swoją orientację homofobem. 
Film miał premierę 4 marca 2015 podczas Mardi Gras Film Festival. W Polsce ukazał się dwa miesiące później, w maju; był dystrybuowany przez OutFilm.pl.

## Obsada
- Matt Levett − Len Smithy
- Jack Matthews − Phil
- Harry Cook − Meat
- JayR Tinaco − Dan
- Maya Stange − kobieta, która utonęła

## Nagrody i wyróżnienia
- 2015, FilmOut San Diego:
  - nagroda FilmOut Festival w kategorii najlepszy aktor (wyróżniony: Matt Levett)[3]
  - nagroda FilmOut Festival w kategorii najlepsze zdjęcia (Dean Francis)[3]
  - nagroda FilmOut Festival w kategorii najlepsza ścieżka dźwiękowa (Ian Kitney)[3]
  - nagroda FilmOut Festival w kategorii najlepszy aktor drugoplanowy (Harry Cook)[3]
  - nagroda FilmOut Festival w kategorii najlepszy film fabularny (Dean Francis, Stephen Davis, JJ Splice films)[3]
  - nagroda FilmOut Programming w kategorii wybitne osiągnięcie artystyczne (Dean Francis)[3]
  - nominacja do nagrody FilmOut Audience (nagrody widzów) w kategorii najlepszy film fabularny (Dean Francis)[3]
  - nominacja do nagrody FilmOut Audience (nagrody widzów) w kategorii najlepszy scenariusz (Dean Francis)[3]
  - nominacja do nagrody FilmOut Audience (nagrody widzów) w kategorii najlepszy aktor (Matt Levett)[3]
- 2015, Melbourne Queer Film Festival:
  - Nagroda Widzów w kategorii najlepszy film fabularny[4]